# Phyllanthus archboldianus
Phyllanthus archboldianus är en emblikaväxtart som beskrevs av Airy Shaw och Grady Linder Webster. Phyllanthus archboldianus ingår i släktet Phyllanthus och familjen emblikaväxter. Inga underarter finns listade i Catalogue of Life.